# John Ambrose Fleming
John Ambrose Fleming (Lancaster, 29 de novembro de 1849 — Sidmouth, Devon, 18 de abril de 1945) foi um engenheiro elétrico e físico inglês que inventou a primeira válvula termiônica ou tubo de vácuo, projetou o transmissor de rádio com o qual a primeira transmissão de rádio transatlântica foi feita, e também estabeleceu a regra da mão direita usada na física.

## Vida
Ele era o mais velho de sete filhos de James Fleming (falecido em 1879), um ministro congregacional, e sua esposa Mary Ann, em Lancaster, Lancashire, e batizado em 11 de fevereiro de 1850. Um cristão devoto, ele uma vez pregou em St Martin-in-the-Fields em Londres em evidência para a ressurreição.
Em 1932, ele e Douglas Dewar e Bernard Acworth ajudaram a estabelecer o Movimento de Protesto da Evolução (uma organização criacionista britânica que reivindica o título de "o movimento criacionista mais antigo do mundo"). Fleming legou grande parte de sua propriedade para instituições de caridade cristãs, especialmente para os pobres. Ele era um fotógrafo notável, pintava aquarelas e gostava de escalar os Alpes.

## Livros
- Electric Lamps and Electric Lighting: A course of four lectures on electric illumination delivered at the Royal Institution of Great Britain (1894) 228 paginas, OCLC 8202914.
- The Alternate Current Transformer in Theory and Practice "The Electrician" Printing and Publishing Company (1896)
- Magnets and Electric Currents E. & F. N. Spon. (1898)
- A Handbook for the Electrical Laboratory and Testing Room "The Electrician" Printing and Publishing Company (1901)
- Waves and Ripples in Water, Air, and Aether MacMillan (1902).
- The Evidence of Things Not Seen Christian Knowledge Society: Londres (1904)
- The Principles of Electric Wave Telegraphy (1906), Longmans Green, London, 671 paginas.[3]
- The Propagation of Electric Currents in Telephone and Telegraph Conductors (1908) Constable, 316 pages.
- An Elementary Manual of Radiotelegraphy and Radiotelephony (1911) Longmans Green, London, 340 pages.
- On the power factor and conductivity of dielectrics when tested with alternating electric currents of telephonic frequency at various temperatures (1912) Gresham, 82 paginas, ASIN: B0008CJBIC
- The Wonders of Wireless Telegraphy: Explained in simple terms for the non-technical reader Society for promoting Christian Knowledge (1913)
- The Wireless Telegraphist's Pocket Book of Notes, Formulae and Calculations The Wireless Press (1915)
- The Thermionic Valve and its Development in Radio Telegraphy and Telephony (1919).
- Fifty Years of Electricity The Wireless Press (1921)
- Electrons, Electric Waves and Wireless telephony The Wireless Press (1923)
- Introduction to Wireless Telegraphy and Telephony Sir Isaac Pitman and Sons Ltd. (1924)
- Mercury-arc Rectifiers and Mercury-vapour Lamps London. Pitman (1925)
- The Electrical Educator (3 volumes), The New Era Publishing Co Ltd (1927)
- Memories of a Scientific life Marshall, Morgan & Scott (1934)
- Evolution or Creation? (1938) Marshall Morgan and Scott, 114 pages, ASIN: B00089BL7Y – esboça objeções a Darwin.
- Mathematics for Engineers George Newnes Ltd (1938)